# Beth Grant

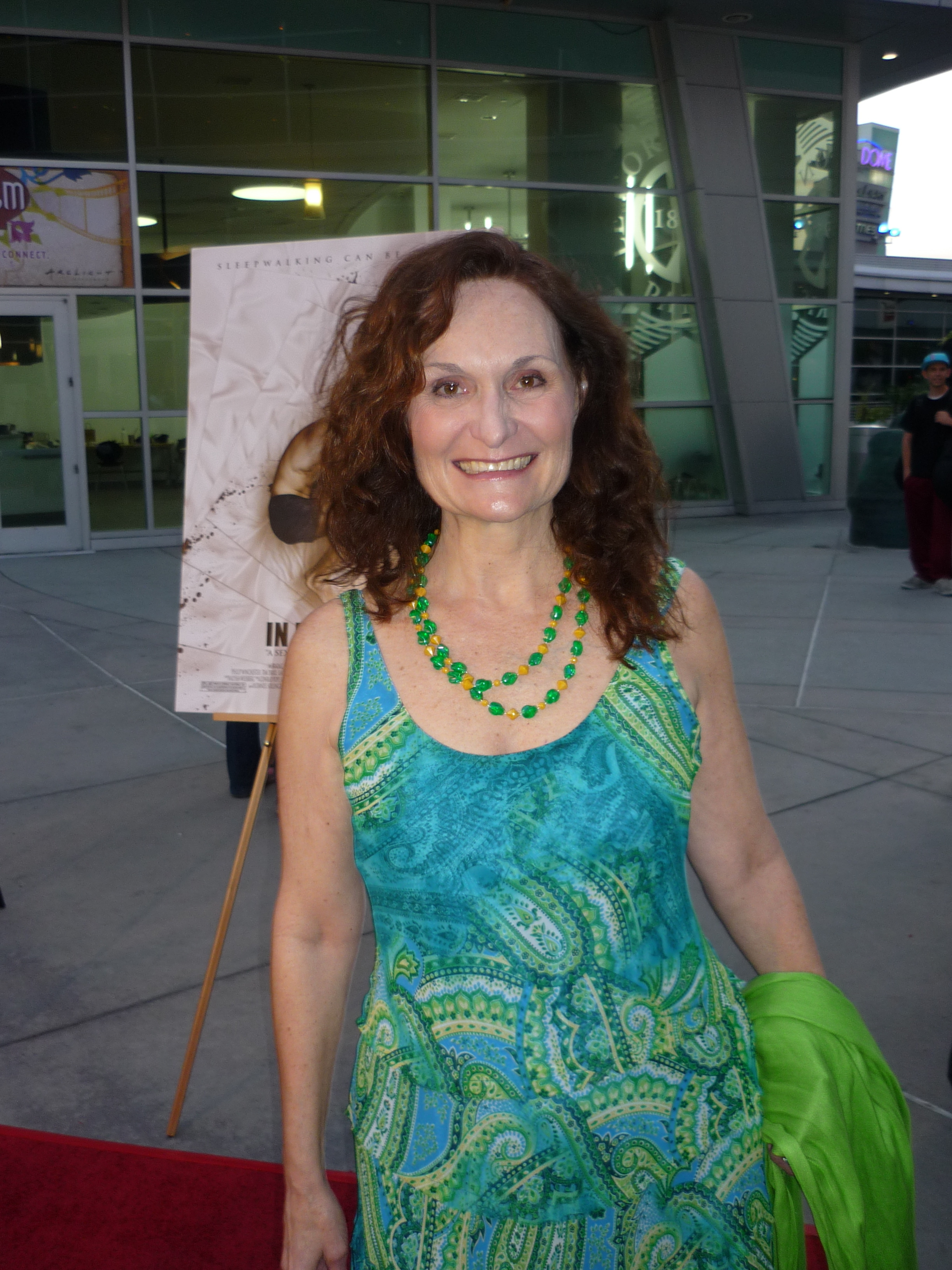
Beth Grant (2009)

Beth Grant (* 18. September 1949 in Gadsden, Alabama) ist eine US-amerikanische Schauspielerin.

## Leben
Grant ist seit Ende der 1980er Jahre in vielen amerikanischen Spielfilmen und Fernsehserien zu sehen. Dabei handelte es sich meist um Nebenrollen.
Bekannte Spielfilme mit Grants Beteiligung sind Rain Man (1988), Flatliners (1990), Speed (1994), die Verfilmung von John Grishams Die Jury (1996), der Kriegsfilm Pearl Harbor und Richard Kellys Science-Fiction-Charakterstudie Donnie Darko (2001), in der sie die erzkonservative High-School-Lehrerin Kitty Farmer spielte. Auch in den Spielfilmen Stark – The Dark Half von George A. Romero, Chucky 2 – Die Mörderpuppe ist wieder da und Little Miss Sunshine wirkte sie mit.
Grant trat in vielen beliebten US-amerikanischen Fernsehserien auf, darunter Friends, Pretender, CSI, Six Feet Under – Gestorben wird immer, Everwood, Angel, Criminal Minds, Malcolm mittendrin, Akte X – Die unheimlichen Fälle des FBI und Sabrina – Total Verhext!.
Beth Grant ist mit dem US-amerikanischen Schauspieler Michael Chieffo verheiratet.

## Filmografie (Auswahl)

### Filme
- 1987: Engel des Todes (Deadly Care, Fernsehfilm)
- 1988: Rain Man
- 1989: Steven – Die Entführung (I Know My First Name Is Steven, Fernsehfilm)
- 1989: Joy Stick Heroes (The Wizard)
- 1990: Flatliners – Heute ist ein schöner Tag zum Sterben (Flatliners)
- 1990: Mit den besten Absichten (Don't Tell Her It's Me)
- 1990: Ein Mädchen namens Dinky (Welcome Home, Roxy Carmichael)
- 1990: Chucky 2 – Die Mörderpuppe ist wieder da (Child's Play 2)
- 1990: Eating
- 1992: White Sands – Der große Deal (White Sands)
- 1992: Love Field – Liebe ohne Grenzen (Love Field)
- 1993: Stephen Kings Stark (The Dark Half)
- 1994: Die goldenen Jungs (City Slickers II: The Legend of Curly's Gold)
- 1994: Speed
- 1995: Safe
- 1995: To Wong Foo, thanks for Everything, Julie Newmar
- 1995: Lieberman in Love (Kurzfilm)
- 1996: Marilyn – Ihr Leben (Norma Jean & Marilyn, Fernsehfilm)
- 1996: Die Jury (A Time to Kill)
- 1996: Love Always
- 1997: Tausend Morgen (A Thousand Acres)
- 1997: Heimliche Freunde (Lawn Dogs)
- 1997: Interruptions
- 1998: Dr. Dolittle
- 1998: Dance with Me
- 2000: Sordid Lives
- 2001: Donnie Darko
- 2001: The Rising Place
- 2001: Pearl Harbor
- 2001: Mord ist ihr Hobby – Der letzte freie Mann (Murder, She Wrote: The Last Free Man, Fernsehfilm)
- 2001: Rock Star
- 2002: Desert Saints
- 2002: Die Entscheidung – Eine wahre Geschichte (The Rookie)
- 2002: A.K.A. Birdseye
- 2003: Judge Koan
- 2003: Tricks (Matchstick Men)
- 2003: Zwei Trottel aus dem All (Evil Alien Conquerors)
- 2004: A One Time Thing
- 2005: Our Very Own
- 2005: Daltry Calhoun
- 2005: Hard Pill … auf welcher Seite willst du stehen? (Hard Pill)
- 2006: Little Miss Sunshine
- 2006: Hard Scrambled
- 2006: In der Hitze von L.A. (Hot Tamale)
- 2006: Southland Tales
- 2006: The House of Usher
- 2006: Flags of Our Fathers
- 2006: Factory Girl
- 2006: These Days
- 2006: The Bliss
- 2007: The Perfect Witness – Der tödliche Zeuge (The Ungodly)
- 2007: No Country for Old Men
- 2007: Welcome to Paradise
- 2008: Henry Poole – Vom Glück verfolgt (Henry Poole Is Here)
- 2008: Hide
- 2008: Polar Opposites
- 2008: Winged Creatures
- 2008: Natural Disasters
- 2009: Dear Lemon Lima
- 2009: Verrückt nach Steve (All About Steve)
- 2009: Ausgequetscht (Extract)
- 2009: Stolen Lives
- 2009: Herpes Boy
- 2009: Crazy Heart
- 2010: In My Sleep
- 2010: Spork
- 2010: Operation: Endgame
- 2011: Rango (Stimme)
- 2011: Sedona
- 2011: Life of Lemon
- 2011: Valley of the Sun
- 2011: The Artist
- 2012: Swerve
- 2012: Blues for Willadean
- 2013: Miss Dial
- 2013: As I Lay Dying
- 2014: Faults
- 2015: Band of Robbers
- 2016: Stürmische Ernte – In Dubious Battle (In Dubious Battle)
- 2016: Jackie: Die First Lady (Jackie)
- 2017: Lucky
- 2020: Fully Realized Humans
- 2020: Words on Bathroom Walls
- 2020: Wander Darkly
- 2022: Amsterdam

### Fernsehserien
- 1979: B.J. und der Bär (B.J. and the Bear, eine Folge)
- 1987: California Clan (Santa Barbara, eine Folge)
- 1987: Inspektor Hooperman (Hooperman, eine Folge)
- 1988: Mr. Belvedere (eine Folge)
- 1989, 1991: Golden Girls (zwei Folgen)
- 1989–1993: Mit Herz und Scherz (Coach, sieben Folgen)
- 1990: Harrys Nest (Empty Nest, eine Folge)
- 1990: Polizeibericht (Dragnet, eine Folge)
- 1990: Hunter (zwei Folgen)
- 1992–1993: Delta (17 Folgen)
- 1994: Mord ist ihr Hobby (Murder, She Wrote, eine Folge)
- 1994: Friends (eine Folge)
- 1997: Pretender (The Pretender, eine Folge)
- 1997–1998: Sabrina – Total Verhext! (Sabrina, the Teenage Witch, drei Folgen)
- 1998: Profiler (eine Folge)
- 1998: Cybill (eine Folge)
- 1998–2010: King of the Hill (elf Folgen, Stimme)
- 1999: Ein Trio zum Anbeißen (Two Guys, a Girl and a Pizza Place, eine Folge)
- 1999: Providence (eine Folge)
- 1999: Angel – Jäger der Finsternis (Angel, eine Folge)
- 2000: Akte X – Die unheimlichen Fälle des FBI (The X-Files, eine Folge)
- 2000, 2003: Malcolm mittendrin (Malcolm in the Middle, zwei Folgen)
- 2001: Diagnose: Mord (Diagnosis Murder, eine Folge)
- 2001: Für alle Fälle Amy (Judging Amy, eine Folge)
- 2001–2004: Yes, Dear (vier Folgen)
- 2002: CSI: Den Tätern auf der Spur (CSI: Crime Scene Investigation, eine Folge)
- 2002–2003: Everwood (drei Folgen)
- 2003: Boomtown (eine Folge)
- 2004: Six Feet Under – Gestorben wird immer (Six Feet Under, eine Folge)
- 2004: Wonderfalls (eine Folge)
- 2004: JAG – Im Auftrag der Ehre (JAG, eine Folge)
- 2005: Meine wilden Töchter (8 Simple Rules... for Dating My Teenage Daughter, eine Folge)
- 2006: My Name Is Earl (eine Folge)
- 2006–2007: Jericho – Der Anschlag (Jericho, zehn Folgen)
- 2007: Bones – Die Knochenjägerin (Bones, eine Folge)
- 2008: Immer wieder Jim (According to Jim, eine Folge)
- 2008: Sordid Lives: The Series (13 Folgen)
- 2008: Pushing Daisies (eine Folge)
- 2008, 2013: Das Büro (zwei Folgen)
- 2010: Medium – Nichts bleibt verborgen (Medium, eine Folge)
- 2010: Criminal Minds (eine Folge)
- 2011: American Dad (American Dad!, eine Folge, Stimme)
- 2012: Modern Family (eine Folge)
- 2012: Dexter (eine Folge)
- 2012–2017: The Mindy Project
- 2013: Justified (eine Folge)
- 2013: Grey’s Anatomy (eine Folge)
- 2013: The Secret Life of the American Teenager (zwei Folgen)
- 2013: The Millers (eine Folge)
- 2017: American Gods (zwei Folgen)
- 2019: Eine Reihe betrüblicher Ereignisse (A Series of Unfortunate Events, drei Folgen)
- 2019–2022: Dollface (20 Folgen)
- 2023: Mayfair Witches (fünf Folgen)

## Auszeichnungen
- 2010: Ovation Award in der Kategorie „Lead Actress in a Play“ für ihre Rolle (Grace) in der Colony-Theatre-Company-Produktion Grace & Glorie[2]
- 2012: Short Film Audience Award des SoHo International Film Festival für The Perfect Fit